# Nagaon (stad)
Nagaon is een stad en gemeente in het district Nagaon van de Indiase staat Assam. 

## Demografie
Volgens de Indiase volkstelling van 2001 wonen er 107.471 mensen in Nagaon, waarvan 53% mannelijk en 47% vrouwelijk is. De plaats heeft een alfabetiseringsgraad van 77%. 